# Boncompagni-Ludovisi

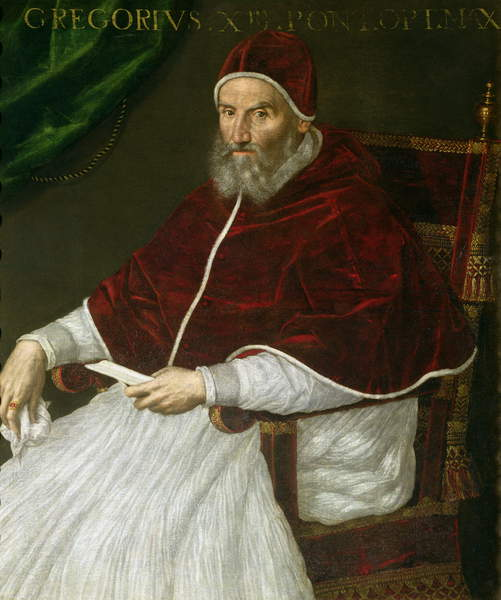
Ugo Boncompagni (1502-1585), natuurlijke vader van de stamvader van het geslacht, vanaf 1572 paus Gregorius XIII

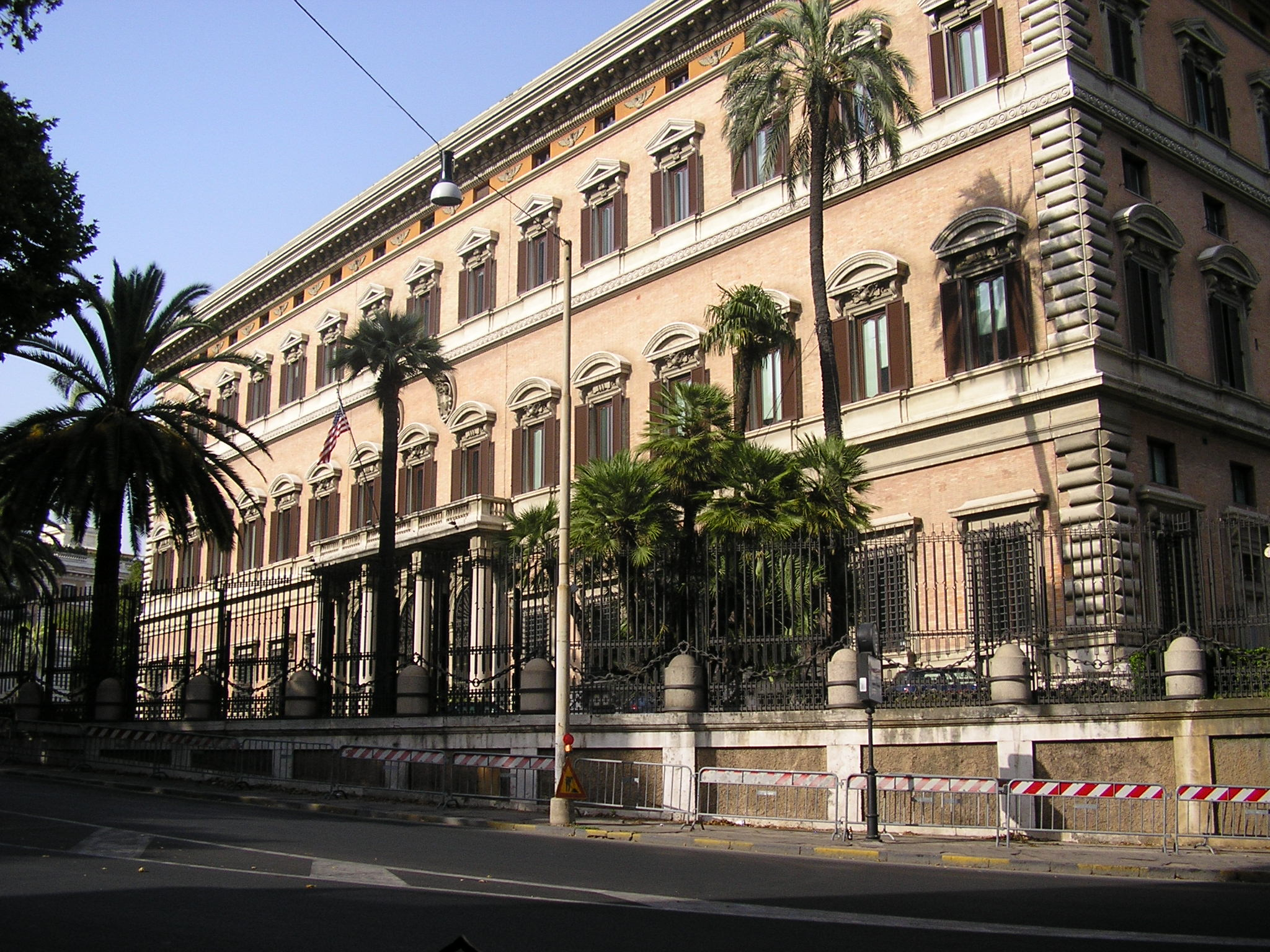
Palazzo Piombino

Boncompagni-Ludovisi is een uit Bologna afkomstig prinselijk geslacht.

## Geschiedenis
De stamreeks begint met Giacomo Boncompagni (1548-1612), natuurlijke zoon van Ugo Boncompagni (1502-1585), die vanaf 1572 paus was onder de naam paus Gregorius XIII. Deze laatste werd paus op 13 mei 1572 en hij erkende op 26 augustus van datzelfde jaar zijn zoon Giacomo. Ugo Boncompagni was een telg uit het patriciaatsgeslacht Boncompagni waarvan leden rond 1300 voor het eerst vermeld worden.
In 1578 verkreeg Giacomo Boncompagni door toedoen van zijn vader, de paus, de titel van markies van Vignola, in 1580 die van hertog van Sora en in 1583 de hertogstitel van Arce. In 1573 werd hij tevens patriciër van Venetië.
Een achterkleinzoon van Giacomo Boncompagni, Gregorio Boncompagni, 5e hertog van Sora (1642-1707) trouwde in 1681 met Ippolita Ludovisi (1663-1733), dochter van de prins van Piombino; via haar kwamen ook de kunstschatten van Ludovico Ludovisi in deze familie, later bekend geworden als de Boncompagni-Ludovisi-collectie, terwijl zij tevens familie was van Alessandro Ludovisi (1554-1623), sinds 1621 paus Gregorius XV.
De dochter uit het huwelijk Boncompagni-Ludovisi, Maria Eleonora (1686-1745), nam de naam Boncompagni-Ludovisi aan, erfde het prinsdom Piombino en werd de 2e prinses van Piombino, en erfde het eiland Elba; zij trouwde in 1702 met haar oom Antonio Boncompagni, hertog van Arce (1658-1731). Hun zoon werd de 3e prins van Piombino.
De 8e prins van Piombino, Rodolfo Boncompagni-Ludovisi (1832-1911), liet aan het eind van de 19e eeuw het palazzo Piombino bouwen en bracht daar de kunstcollectie van zijn voorvaderen onder. Het was in dit palazzo dat de Nederlandse schrijver Louis Couperus (1863-1923) een deel van de collectie zag en daarna beschreef in zijn Reis-impressies. De financiën van de familie waren toen al ernstig verstoord en vanaf 1885 raakte de collectie verspreid, tot in 1901 een veiling plaatsvond, en ook het palazzo was verkocht. De familie bewoont nog wel de villa Aurora op de terreinen van het palazzo.
Dit adellijk huis is opgenomen in de zogenaamde derde afdeling van het Genealogisches Handbuch des Adels. Dat betekent dat het hier om vorstelijke of hertogelijke geslachten gaat van wie de telgen niet tot de ebenbürtige hoge adel behoren.

## Enkele telgen
Giacomo Boncompagni (1548-1612), 1e hertog van Sora
- Gregorio Boncompagni (1590-1628), 2e hertog van Sora
  - Ugo Boncompagni (1614-1676), 4e hertog van Sora (als opvolger van zijn broer die in 1636 overleed)
    - Gregorio Boncompagni (1642-1707), 5e hertog van Sora, 1e prins van Piombino; trouwde in trouwde in 1681 met Ippolita Ludovisi (1663-1733), dochter van de prins van Piombino
      - Maria Eleonora Boncompagni-Ludovisi (1686-1745), 2e prinses van Piombino; trouwde in 1702 met haar oom Antonio Boncompagni, hertog van Arce (1658-1731)
        - Gaetano Boncompagni-Ludovisi (1706-1777), 3e prins van Piombino
          - Antonio prins Boncompagni-Ludovisi (1735-1805), 4e prins van Piombino, prins van het H.R.Rijk
            - Luigi prins Boncompagni-Ludovisi (1767-1848), 5e prins van Piombino
              - Antonio prins Boncompagni-Ludovisi (1808-1883), 6e prins van Piombino
                - Rodolfo prins Boncompagni-Ludovisi (1832-1911), 8e prins van Piombino
                  - Francesco prins Boncompagni-Ludovisi (1886-1955), 9e prins van Piombino, senator
                    - Gregorio prins Boncompagni-Ludovisi (1910-1988), 10e prins van Piombino
                      - Nicolò prins Boncompagni-Ludovisi (1941-2018), 11e prins van Piombino, bewoner van villa Aurora; trouwde in 1964 met Benedetta Barberini Colonna di Sciarra (1943), na de scheiding in 1985 bewoonster van het palazzo Boncompagni-Ludovisi
                        - Francesco prins Boncompagni-Ludovisi (1965-), 12e prins van Piombino